# Хімотрипсин C
CTRC (англ. Chymotrypsin C) – білок, який кодується однойменним геном, розташованим у людей на короткому плечі 1-ї хромосоми.  Довжина поліпептидного ланцюга білка становить 268 амінокислот, а молекулярна маса — 29 484.
| 10         |  | 20         |  | 30         |  | 40         |  | 50         |
| ---------- |  | ---------- |  | ---------- |  | ---------- |  | ---------- |
| MLGITVLAAL |  | LACASSCGVP |  | SFPPNLSARV |  | VGGEDARPHS |  | WPWQISLQYL |
| KNDTWRHTCG |  | GTLIASNFVL |  | TAAHCISNTR |  | TYRVAVGKNN |  | LEVEDEEGSL |
| FVGVDTIHVH |  | KRWNALLLRN |  | DIALIKLAEH |  | VELSDTIQVA |  | CLPEKDSLLP |
| KDYPCYVTGW |  | GRLWTNGPIA |  | DKLQQGLQPV |  | VDHATCSRID |  | WWGFRVKKTM |
| VCAGGDGVIS |  | ACNGDSGGPL |  | NCQLENGSWE |  | VFGIVSFGSR |  | RGCNTRKKPV |
| VYTRVSAYID |  | WINEKMQL   |  |            |  |            |  |            |

A: Аланін

C: Цистеїн

D: Аспарагінова кислота

E: Глутамінова кислота

F: Фенілаланін

G: Гліцин

H: Гістидин

I: Ізолейцин

K: Лізин

L: Лейцин

M: Метіонін

N: Аспарагін

P: Пролін

Q: Глутамін

R: Аргінін

S: Серин

T: Треонін

V: Валін

W: Триптофан

Кодований геном білок за функціями належить до гідролаз, протеаз, серинових протеаз. 
Задіяний у такому біологічному процесі як поліморфізм. 